# Chaoyangoptèrids
Chaoyangopteridae (o chaoyangoptèrids) és una família de pterosaures dins del grup més gran Azhdarchoidea.
Els chaoyangoptèrids van viure principalment durant el període del Cretaci inferior, encara que els possibles membres, Microtuban, Xericeps i Argentinadraco, poden estendre la gamma de fòssils fins al Cretaci superior.

## Història
El clade Chaoyangopteridae va ser definit per primera vegada el 2008 per Lü Junchang i David Unwin com: «Chaoyangopterus, Shenzhoupterus, el seu avantpassat comú més recent i tots els tàxons més relacionats amb aquest clade que amb Tapejara, Tupuxuara o Quetzalcoatlus».
Basant-se en les proporcions del coll i les extremitats, s'ha suggerit que ocupaven un nínxol ecològic similar al dels pterosaures azdàrquids, tot i que és possible que estiguessin més especialitzats, ja que hi ha diversos gèneres a Liaoning, mentre que els azdàrquids solen aparèixer per un gènere en un lloc específic.

## Descripció
Els chaoyangoptèrids es distingeixen d'altres pterosaures per diversos trets de la finestra antorbitària, un gran forat al costat del musell format per l'assimilació dels forats nasals a la finestra nasoantorbitària. En els membres d'aquesta família, la finestra nasoantorbitària és massiva, amb la vora posterior que s'estén fins a la cavitat del cervell i l'articulació de la mandíbula.

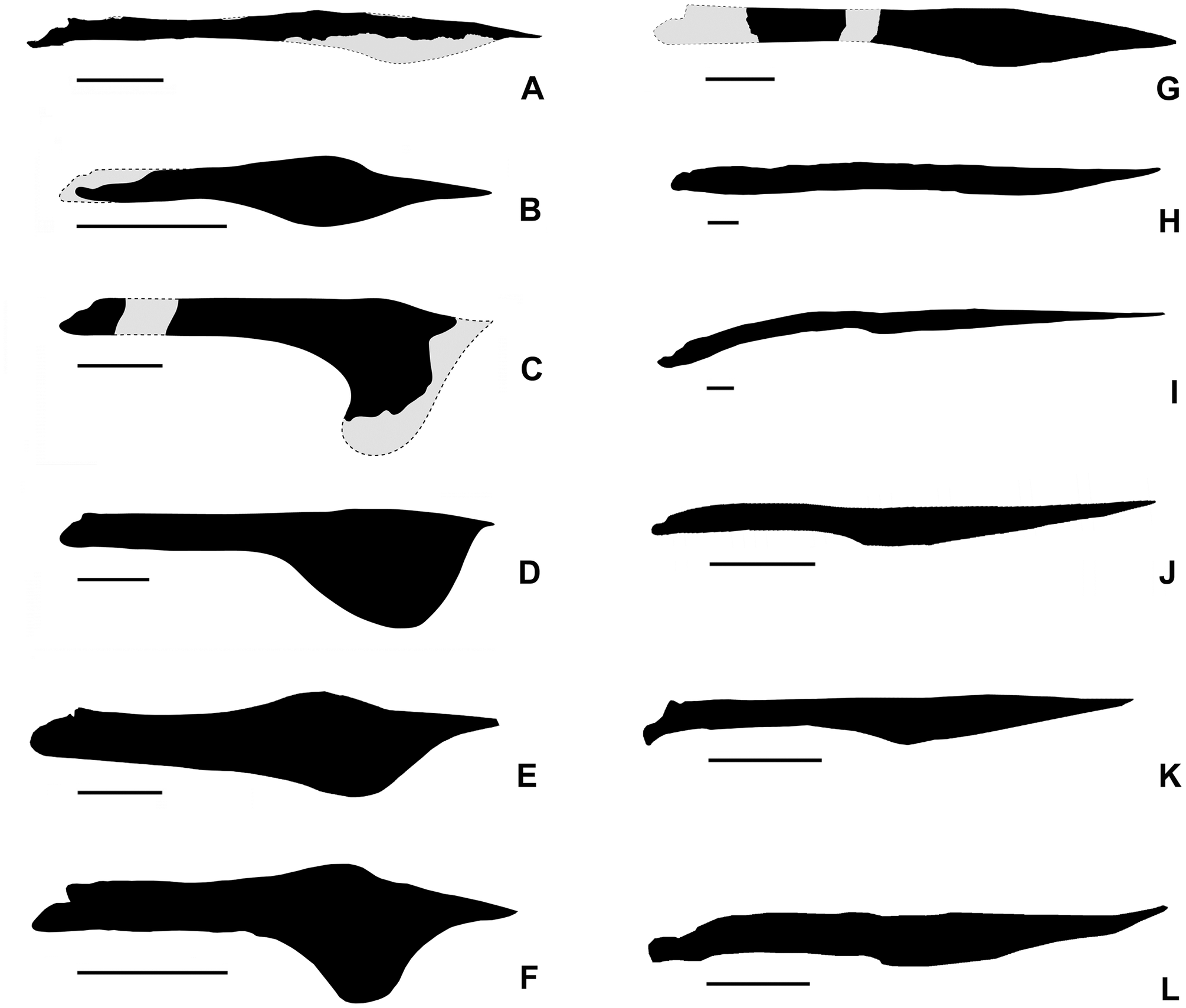
Comparació de les mandíbules azhdarcoides, observeu els chaoyangopteris Shenzhoupterus (K) i Chaoyangopterus (L)

La vora frontal està formada per una vareta d'os coneguda com la barra premaxil·lar, que és inusualment esvelta en els membres d'aquesta família.

## Classificació
A continuació es mostra un cladograma que mostra l'anàlisi filogenètica realitzada pel paleontòleg Brian Andres i els seus col·legues l'any 2014. En l'anàlisi, es va trobar que Chaoyangopteridae consta del gènere Eoazhdarcho i la subfamília Chaoyangopterinae.
El paleontòleg Felipe Pinheiro i els seus col·legues van utilitzar inicialment la subfamília Chaoyangopterinae el 2011, que van assignar a la família Tapejaridae, però, Andres i els seus col·legues van redefinir la subfamília com el clade menys inclusiu que contenia Chaoyangopterus zhangi i Shenzhoupterus chaoyangensis. En l'anàlisi d'Andrés i col·legues, Chaoyangopterinae constava dels pterosaures Chaoyangopterus, Shenzhoupterus i Jidapterus.
|  | Shenzhoupterus chaoyangensis                                                  |
|  |                                                                               |
|  | \| \| Chaoyangopterus zhangi \| \| \| \| \| \| Jidapterus edentus \| \| \| \| |
|  |                                                                               |
|  | Chaoyangopterus zhangi                                                        |
|  |                                                                               |
|  | Jidapterus edentus                                                            |
|  |                                                                               |

|  | Chaoyangopterus zhangi |
|  |                        |
|  | Jidapterus edentus     |
|  |                        |

|  | Shenzhoupterus chaoyangensis                                                  |
|  |                                                                               |
|  | \| \| Chaoyangopterus zhangi \| \| \| \| \| \| Jidapterus edentus \| \| \| \| |
|  |                                                                               |
|  | Chaoyangopterus zhangi                                                        |
|  |                                                                               |
|  | Jidapterus edentus                                                            |
|  |                                                                               |

|  | Chaoyangopterus zhangi |
|  |                        |
|  | Jidapterus edentus     |
|  |                        |

|  | Zhejiangopterus linhaiensis                                                               |
|  |                                                                                           |
|  | \| \| Arambourgiania philadelphiae \| \| \| \| \| \| Quetzalcoatlus northropi \| \| \| \| |
|  |                                                                                           |
|  | Arambourgiania philadelphiae                                                              |
|  |                                                                                           |
|  | Quetzalcoatlus northropi                                                                  |
|  |                                                                                           |

|  | Arambourgiania philadelphiae |
|  |                              |
|  | Quetzalcoatlus northropi     |
|  |                              |

|  | Zhejiangopterus linhaiensis                                                               |
|  |                                                                                           |
|  | \| \| Arambourgiania philadelphiae \| \| \| \| \| \| Quetzalcoatlus northropi \| \| \| \| |
|  |                                                                                           |
|  | Arambourgiania philadelphiae                                                              |
|  |                                                                                           |
|  | Quetzalcoatlus northropi                                                                  |
|  |                                                                                           |

|  | Arambourgiania philadelphiae |
|  |                              |
|  | Quetzalcoatlus northropi     |
|  |                              |

|  | Shenzhoupterus chaoyangensis                                                  |
|  |                                                                               |
|  | \| \| Chaoyangopterus zhangi \| \| \| \| \| \| Jidapterus edentus \| \| \| \| |
|  |                                                                               |
|  | Chaoyangopterus zhangi                                                        |
|  |                                                                               |
|  | Jidapterus edentus                                                            |
|  |                                                                               |

|  | Chaoyangopterus zhangi |
|  |                        |
|  | Jidapterus edentus     |
|  |                        |

|  | Shenzhoupterus chaoyangensis                                                  |
|  |                                                                               |
|  | \| \| Chaoyangopterus zhangi \| \| \| \| \| \| Jidapterus edentus \| \| \| \| |
|  |                                                                               |
|  | Chaoyangopterus zhangi                                                        |
|  |                                                                               |
|  | Jidapterus edentus                                                            |
|  |                                                                               |

|  | Chaoyangopterus zhangi |
|  |                        |
|  | Jidapterus edentus     |
|  |                        |

|  | Zhejiangopterus linhaiensis                                                               |
|  |                                                                                           |
|  | \| \| Arambourgiania philadelphiae \| \| \| \| \| \| Quetzalcoatlus northropi \| \| \| \| |
|  |                                                                                           |
|  | Arambourgiania philadelphiae                                                              |
|  |                                                                                           |
|  | Quetzalcoatlus northropi                                                                  |
|  |                                                                                           |

|  | Arambourgiania philadelphiae |
|  |                              |
|  | Quetzalcoatlus northropi     |
|  |                              |

|  | Zhejiangopterus linhaiensis                                                               |
|  |                                                                                           |
|  | \| \| Arambourgiania philadelphiae \| \| \| \| \| \| Quetzalcoatlus northropi \| \| \| \| |
|  |                                                                                           |
|  | Arambourgiania philadelphiae                                                              |
|  |                                                                                           |
|  | Quetzalcoatlus northropi                                                                  |
|  |                                                                                           |

|  | Arambourgiania philadelphiae |
|  |                              |
|  | Quetzalcoatlus northropi     |
|  |                              |

Un estudi del 2021 centrat en Aerotitan recupera Xericeps i Argentinadraco com a tàxons germans dins de Chaoyangopteridae.

## Paleobiologia

### Dieta
Igual que els seus parents azhdàrquids, els pterosaures que pertanyen als Chaoyangopteridae eren depredadors terrestres.

## Paleoecologia
Els membres de la família Chaoyangopteridae són coneguts principalment d'Àsia, tot i que el possible membre Lacusovagus es troba a Amèrica del Sud i hi ha possibles restes fòssils d'Àfrica, inclòs el possible membre Apatorhamphus. Microtuban pot estendre l'existència del clade fins a principis del Cretaci superior.